# Vihre
Vihre so naselje v Občini Krško.